# Прохоров, Михаил Владимирович
Михаи́л Влади́мирович Про́хоров (16.04.1924, Башкортостан — 28.06.2012) — геофизик сейсморазведочной партии Ухтинского геологического управления, Герой Социалистического Труда.

## Биография
Родился 16 апреля 1924 года в деревне Суккулово, Ермекеевского района Республики Башкортостан, в крестьянской семье. Чуваш. В июне 1941 года окончил 7 классов школы в родном селе, учился в Белебеевском педагогическом училище. С началом войны работал в колхозе имени Калинина, вскоре был назначен секретарем Суккуловского сельского совета вместо ушедшего на фронт отца. В 1942 году вступил в ВКП/КПСС.
В 1943 году был призван в ряды Красной Армии Ермекеевским райвоенкоматом. Боевое крещение получил на Курской дуге. Служил пулеметчиком, командиром отделения, затем помощником командира взвода. В составе войск 1-го и 2-го Украинских фронтов наступал на Полтаву, форсировал Днепр, отражал яростное немецкое контрнаступление у города Кривой Рог, участвовал Яссо-Кишиневской операции. В одном из боев в Румынии был ранен и контужен. После госпиталя направлен в военное училище в город Алма-Ата. Учёбу не закончил, так как был комиссовали по состоянию здоровья.
После демобилизации вернулся на родину. В 1950 году окончил Уфимский геологоразведочный техникум, получил специальность техника-геофизика. Получил распределение в Красноярский край, через год перебрался в республику Коми.
С 1951 года геофизиком-оператором сейсморазведочной партии геофизической конторы Ухтинского территориального геологического управления Коми АССР. Работая в трудных природно-климатических условиях малоосвоенного северного края проявил исключительное трудолюбие, настойчивость в достижении цели, стал квалифицированным специалистом-геофизиком.
Внес большой вклад в открытие крупных нефтяных и газовых месторождений в республике. При его непосредственном участии в республике к середине 1960-х годов было выявлено 20 структур, перспективных на нефть и газ. Возглавлял бригаду сейсмической станции, в 1961 году первым выявил Пашнинскую структуру, что позволило в 1963 году открыть нефтяное месторождение с запасами в 60 миллионов тонн и в 1965 году — крупное газоконденсатное месторождение.
Руководимая им бригада сейсмической станции за годы семилетки исследовала 1250 километров профилей при плане 1050, в 1965 году достигла производительности 52 километра на прибор в месяц при плане 42,6 километра. Был активным новатором производства, одним из организаторов внедрения в европейской части севера речной сейсмической разведки. Благодаря созданной по его инициативе спаренной многоканальной аппаратуре производительность труда повысилась в 1,5 раза. Успешно освоил одним из первых в стране сейсмостанцию «Поиск-1» с магнитной записью и осциллографическим воспроизведением. Из числа молодых специалистов лично подготовил 16 квалифицированных операторов-сейсморазведчиков.
В 1963 году, как опытный специалист был направлен в командировку в республику Мали. Больше года руководил здесь геофизическими изысканиями. Вернувшись домой, продолжал работать в своем управлении.
Указом Президиума Верховного Совета СССР от 4 июля 1966 года за выдающиеся успехи, достигнутые в выполнении заданий семилетнего плана по развитию геологоразведочных работ, открытию и разведке месторождений полезных ископаемых, Прохорову Михаилу Владимировичу присвоено звание Героя Социалистического Труда с вручением ордена Ленина и золотой медали «Серп и Молот». Стал первым Героем Социалистического Труда среди геофизиков страны.
В последующие годы работал старшим инженером, старшим геофизиком, начальником партии геофизической конторы Ухтинского территориального геологического управления Коми АССР. Участвовал в открытии более большинства месторождений нефти и газа на территории Коми АССР и Ненецкого автономного округа, в том числе и самого значимого усинского нефтяного месторождения. В 1987 году вышел на пенсию.
Жил в городе Ухта Республики Коми. Скончался 28 июня 2012 года.

## Награждён
орденами Ленина, «Знак Почёта», Отечественной войны 1-й степени, медалями, в том числе медалью «За отвагу». Знаками «Отличник разведки недр» и «Первооткрыватель месторождения» Министерства геологии СССР. Занесён в Книгу почёта Министерства геологии РСФСР.